# Mechanicsville, Iowa
Mechanicsville är en ort i Cedar County i Iowa. Vid 2010 års folkräkning hade Mechanicsville 1 146 invånare.